# David Laing (architetto)
David Laing (Londra, 1774 – Londra, 1856) è stato un architetto inglese.

## Biografia

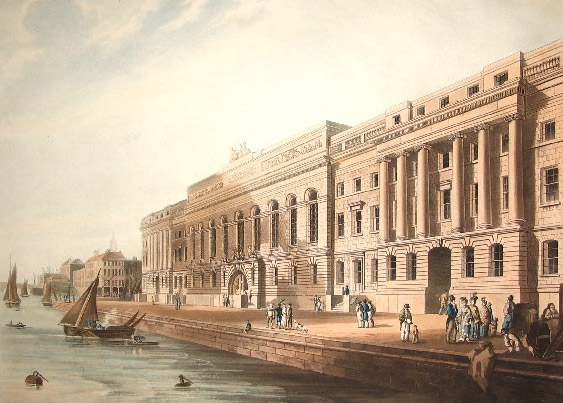
La New Custom House nel 1817

Laing fu battezzato nella chiesa di  San Dunstan-in-the-East nel marzo 1775.
La sua carriera di studi e di formazione si svolse principalmente grazie agli insegnamenti di John Soane (1753 – 1837), uno degli architetti più importanti nell'ambito del neoclassicismo inglese, caratterizzatosi da un linguaggio formale molto peculiare, con il quale cercò di oltrepassare, parzialmente, il tradizionale neopalladianesimo inglese, e quindi anche gli ordini classici.
Laing esordì nella progettazione nel 1796, incominciando dalle case private, e nel 1810 pubblicò un libro dei suoi disegni per cottage, fattorie, ville, intitolato Hints for Dwellings (Suggerimenti per abitazioni) e otto anni dopo fu data alle stampe una raccolta delle sue opere, intitolata Plans, Elevations...executed in various parts of Englands...the New Custom House.
Nel 1810 fu nominato Perito della Dogana e progettò la nuova dogana a Plymouth e due anni dopo ricevette l'incarico di progettare la nuova casa doganale (Custom House) a Londra, in sostituzione del vecchio edificio del 1718, che fu realizzata dal 1813 al 1817, con porticati in stile ionico fiancheggianti una parte centrale ad arco rotondo secondo la maniera francese.
La struttura crollò parzialmente nel 1825 e fu ricostruita da Robert Smirke, che disegnò la nuova facciata.
Tra gli altri lavori di Laing si possono menzionare la ricostruzione della chiesa di San Dunstan-in-the-East, il Corn Market a Colchester, Lexden Park, e la Royal Universal Infirmary for Children, a Londra.
Laing realizzò numerosi progetti per l'Accademia Reale e fu uno dei rappresentanti del Greek Revival inglese nei primi decenni del XIX secolo.